# ジョージア・コールマン
ジョージア・V・コールマン (1912年1月23日 - 1940年9月14日) は、アメリカの飛込競技選手。1928年と1932年のオリンピックで3m飛板飛び込みと10m高飛び込みに出場し、1つの金メダル、2つの銀メダル、1つの銅メダルを獲得した。国内では、11のAAUのタイトルを獲得した。
1932年のオリンピックで同じ飛込競技選手のミッキー・ライリーとの結婚を発表したが、後に解消された。1937年にポリオに感染した。その後再び泳げるまでに回復したものの、ポリオの後遺症として肺炎を発症し28歳で亡くなった。